# Biserica reformată din Acâș
Biserica reformată din Acâș, inițial romano-catolică, este un monument istoric și de arhitectură din prima jumătate a secolului al XIII-lea, unul din monumentele reprezentative pentru romanicul din Transilvania. Biserica este inclusă pe lista monumentelor istorice din județul Satu Mare, cu codul  SM-II-m-A-05253.

## Istoric
La începuturile ei biserica a aparținut mănăstirii benedictine din zonă. Monumentul face parte din categoria bazilicilor cu trei nave inspirate din șantierele benedictine ale Abației din Pannonhalma, asemeni celor din Lébény, Herina etc.
La origine romano-catolic, edificiul a fost transformat în lăcaș de cult reformat-calvin în urma Reformei din secolul al XVI-lea, răspândită și în Transilvania.
Între 1640-1660 biserica a suferit mai multe incendii ce a afectat structura acoperișului. În anii 1896-1902 lăcașul a fost restaurat după planurile  arhitectului Frigyes Schulek, ocazie cu care a fost schimbat acoperișul respectându-se caracteristicile sale romanice.
În 1953 biserica a fost declarată monument istoric.

## Date arhitecturale

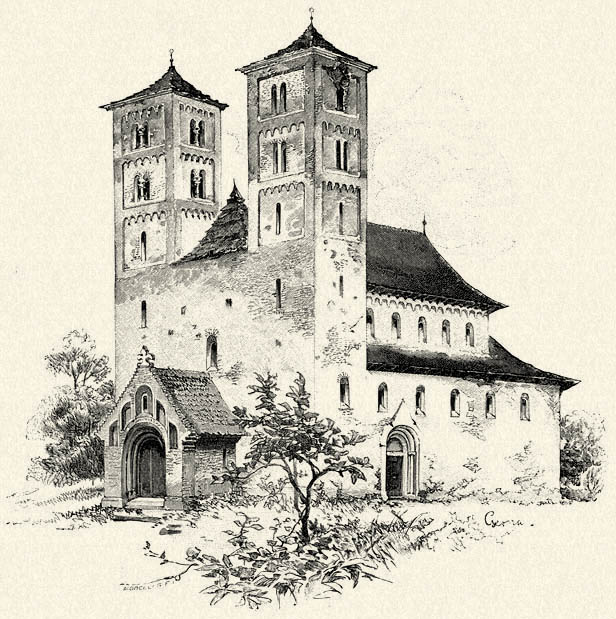
Perspectivă (desen secolul al XIX-lea)

A fost construită în stil romanic timpuriu. Materialul folosit a fost cărămida smălțuită, iar zidurile – conform unui procedeu utilizat în acea vreme, au fost lăsate netencuite.
Are un aspect auster, sărac în profile. Structura este de tip bazilical și a fost modelată după stilul bisericii abațiale de la Cluny din Franța. Are trei nave despărțite prin stîlpi dreptunghiulari, iar  pe latura de est are o singură absidă precedată de un cor scurt, dreptunghiular și, pe latura de vest este prevăzută cu două turnuri, între care se află o tribună. În exterior, sub cornișa de la absidă și sub cea a navei centrale de la turnuri, are ca elemente de decor frize de arcuri semicirculare. Acoperișul este din cărămidă.